# Burntime
Burntime es un videojuego de estrategia/RPG para MS-DOS y Amiga producido por Max Diseño en 1993. Se considera abandonware.

## Resumen
El juego está ambientado en un futuro apocalíptico, basado en tres etapas de una sociedad civilizada – su ascenso, su cenit y su caída. Burntime empieza al final de una civilización. El objetivo principal del juego es conquistar el mundo restante y sobrevivir.
Para progresar a través de este juego el jugador tiene que establecer fuentes de alimentos y agua.  El jugador tiene que luchar contra criaturas hostiles contratando a mercenarios y ayudado por una armadura que puede ser encontrada durante el juego.
Hay tres clases de mercenarios: doctores, técnicos, y luchadores. Los luchadores son buenos defendiendo áreas y matando monstruos. Los técnicos usan chatarra para producir elementos útiles (por ejemplo, trampas para ratas, que son la comida).  Finalmente, los doctores curarán al jugador y a los demás mercenarios.